# Hybris (czasopismo)
Hybris – internetowe czasopismo filozoficzne założone przy Instytucie Filozofii Uniwersytetu Łódzkiego w 2001 roku, wydawane przez Wydawnictwo Uniwersytetu Łódzkiego. 

## O czasopiśmie
Periodyk poświęcony jest szeroko pojętej tematyce filozoficznej, na jego łamach ukazują się zarówno artykuły, jak i przekłady oraz recenzje najnowszych pozycji filozoficznych.
Czasopismo stawia sobie za cel promowanie oryginalnej twórczości filozoficznej (zwłaszcza młodych adeptów filozofii) oraz integrowanie środowiska filozoficznego.

### Historia
Pierwsze dwa numery Hybris zostały zredagowane przez Bogdana Banasiaka i Tomasza Sieczkowskiego. Od trzeciego numeru Redaktorem Naczelnym został Mateusz Oleksy. Dzięki niemu od 2007 roku magazyn ukazywał się jako półrocznik. Po tragicznej śmierci Mateusza Oleksego, jesienią 2008 roku na stanowisku Redaktora Naczelnego zastąpili go Paweł Grabarczyk i Tomasz Sieczkowski. Wraz z wydaniem numeru 11. Hybris znalazło się na liście czasopism punktowanych MNiSW. Recenzja tekstów prowadzona jest zgodnie z modelem double blind review. Wszystkie artykuły dostępne są w Otwartym Dostępie na licencji CC BY-NC-ND.

## Redakcja
- Marcin Bogusławski, red. naczelny (Uniwersytet Łódzki)
- Michał Kowalczyk, sekretarz (Uniwersytet Łódzki)

### Kolegium redakcyjne
- Bogdan Banasiak (Uniwersytet Łódzki)
- Paweł Grabarczyk (Uniwersytet Łódzki)
- Tomasz Sieczkowski (Uniwersytet Łódzki)
- Dawid Misztal (Uniwersytet Łódzki)
- Małgorzata Gwarny (Uniwersytet Łódzki)
- Michał Zawidzki (Uniwersytet Łódzki)
- Krzysztof Kędziora (Uniwersytet Łódzki)
- Tomasz Załuski (Uniwersytet Łódzki)

### Redaktorzy językowi
- Helen Lynch (Uniwersytet w Aberdeen)
- Wojciech Szymański
- Jagna Świderska

## Rada naukowa
- prof. Marek Gensler (Uniwersytet Łódzki)
- prof. Adam Grzeliński (Uniwersytet Mikołaja Kopernika w Toruniu)
- prof. Jérôme Heurtaux (Université Paris-IX Dauphine, Francja)
- prof. Leszek Kleszcz (Uniwersytet Wrocławski)
- prof. James E. McGuire (University of Pittsburgh, USA)
- prof. Małgorzata Kowalska (Uniwersytet w Białymstoku)
- prof. Paweł Pieniążek (Uniwersytet Łódzki)
- prof. Paul Russell (University of British Columbia, Kanada)
- prof. Barbara Tuchańska (Uniwersytet Łódzki)
- prof. Gianni Vattimo (Uniwersytet Turyński)
- prof. Cezary Wodziński (IFiS PAN, Uniwersytet Jagielloński)
- prof. Ryszard Wójcicki (IFiS PAN)
- prof. Michel Serres (do 2019, Stanford University, USA)